# Audio pojačavači na bazi OP LM741
Operacioni pojačavač (OP) se razvio prije mnogo godina. Operacioni pojačavač (u daljem tekstu OP) je električna komponenta sa dva ulazna i jednim izlaznim mjestom za spajanje (u praksi se ređe mogu naći i pojačavači sa dva izlaza), te dva mjesta za spajanje naponskih izvora za napajanje OP. Zavisno od tipa OP može biti sa još tri mjesta za spajanje spoljašnjih komponenti za pomoćne funkcije OP (kompenzacija ofseta, frekventna kompenzacija i sl.), ali za razumijevanje osnovnog principa rada OP dovoljno je pet priključnih mjesta OP kao na slici 1.
U suštini OP nije ništa više nego diferencijalni pojačavač koji pojačava razliku između dva ulaza. Jedan ulaz ima pozitivan, a drugi negativan uticaj na izlazni signal. Teoretski idealni OP bi imao beskonačno naponsko pojačanje i beskonačnu ulaznu impedansu, takođe bi imao nultu izlaznu impedansu. U praksi, OP je daleko od idealnog (ali što više platite dobićete bolji operacioni pojačavač).
Strukturno, OP sadrži tri cjeline:
- ulazni dio, koji se realizuje kao diferencijalni pojačavač i obezbijeđuje male ulazne struje i ofsete napona, veliku ulaznu otpornost i visok faktor potiskivanja zajedničkog signala.
- srednji stepen je naponski pojačavač sa ogromnim koeficijentom naponskog pojačanja.
- izlazni stepen koji daje odgovarajuće napone i snagu potrošaču.

Između ulaznih krajeva {\displaystyle ln^{+}} i {\displaystyle ln^{-}} postoji ulazna diferencijalna otpornost reda {\displaystyle 10^{8}} oma i više i u tom dijelu ne postoji neki element koji bi predstavljao dejstvo izlaza na ulaz. Zbog toga je OP unilateralan element tj. signal se prenosi samo od ulaza prema izlazu, a ne i obratno. Izlazni dio OP se šematski može predstaviti kao naponski generator sa izlaznom otpornošću {\displaystyle R_{i}} reda oma kao na slici 2:
Relacija koja povezuje naponski generator {\displaystyle U_{0}} sa ulaznim naponima {\displaystyle U^{+}} i {\displaystyle U^{-}} je:
{\displaystyle U_{0}}=A*({\displaystyle U^{+}} - {\displaystyle U^{-}})	…	(1)

### Elektricne karakteristike OP
Naponsko pojačanje A, koje se obično naziva pojačanje u otvorenom, standardno se definiše za jednosmjerne veličine i definiše se ili kao koeficijent pojačanja ili češće u decibelima (db). Ovo pojačanje predstavlja odnos promjene izlaznog signala u odnosu na promjenu razlike ulaznih signala. Kod realnih pojačavača ono se kreće od par hiljada (60db, kod nekih širokopojasnih pojačavača) do nekoliko stotina miliona (160db kod čoperski-stabilizovanih OP). Kod većine standardnih, industrijskih pojačavača ono iznosi između {\displaystyle 10^{4}} i {\displaystyle 10^{7}}.
U idealnom slučaju ovo pojačanje je ∞. Takođe, u većini standardnih primjena može se smatrati da je pojačanje kao i kod idealnog pojačavača t.j. ∞.
Frekventna propusnost (bandwidth, BW) se mjeri na tri načina:
Prelomna frekvencija sa jediničnim pojačanjem je ona fekvencija pri kojoj pojačavač sa sinusnim ulaznim signalom u otvorenom ima pojačanje 1 (0 db). Kod standardnih pojačavača je ova frekvencija reda MHz, a kod nekih posebnih vrsta širokopojasnih pojačavača ova frekvencija je reda stotina MHz;
Porast signala jediničnog pojačanja se mjeri kod pojačavača sa jediničnim pojačanjem u neinvertujućem spoju (follower) i mjeri se vrijeme odziva na male step signale. Ako je vrijeme porasta {\displaystyle tR} tada se frekventna propusnost računa kao
{\displaystyle BW={\cfrac {tR}{0.35}}}.
Propusnost sa punom snagom definiše se kao propusnost sinusnog signala maksimalne amplitude. Ako je, naprimjer, napajanje OP ±15V, tada je maksimalni radni opseg ±10V, odnosno sinusni signal je amplitude 10V. Standardna OP imaju ovako definisan BW ispod 1 MHz.
Ulazna otpornost se definiše kao diferencijalna otpornost između ulaznih prikljucaka, {\displaystyle R_{id}}, ili kao otpornost između pojedinačnih ulaznih priključaka i tačke {\displaystyle V^{-}}, {\displaystyle R_{i}}. Kod standardnih pojačavača ove otpornost su reda stotina Koma do nekoliko Moma, dok je kod FET pojačavača ova otpornost reda {\displaystyle 10^{12}}oma. U idealnom slučaju, a i u većini praktičnih realizacija, ova otpornost je ∞ oma.
Ulazna struja curenja (engl. input bias current), {\displaystyle I_{b}}, je srednja vrijednost struja na dva ulazna priključka. Kako je ulazna otpornost ogromna (u idealnom slučaju ∞), to je ova struja zanemarljivo mala (u idealnom slučaju 0A). Kod realnih OP ova struja je u opsegu 1nA do 1μA, a kod FET OP ispod 1nA, da bi kod posebnih, laserski trimovanih OP ova struja bila ispod 1pA.
Ulazni ofset napona je ona vrijednost napona između ulaznih priključaka, koju treba dovesti, da bi napon na izlazu bio 0V. U idealnom slučaju ova
vrijednost je 0V. Međutim, zbog neidealnosti u karakteristikama elektroniskih dijelova u ulaznom kolu OP, ova vrijednost je reda mV. Kod posebnih, laserski trimovanih pojačavača ova vrijednost može biti reda nekoliko desetina μV.

### Karakteristike OP
Visoka preciznost i fleksibilnost u realizaciji različitih prenosnih funkcija kola sa OP su direktno povezani sa slijedećim:
- tehničke karakteristike OP su takve da se za veliku većinu primjena može smatrati da je OP sa idealnim karakteristikama (beskonačno pojačanje, beskonačna ulazna otpornost, nulta izlazna otpornost, beskonačna frekvencijska propustljivost, nulti ofset ulaznog napona i nulta struja curenja).
- prenosna funkcija sklopa sa OP je definisana samo sploljašnjim elementima povratne sprege, koji su obično realizovani otpornicima i kondenzatorima sa stabilnim i precizno definisanim parametrima.

Poslijedice navedenih karakteristika su:
- u slučaju kada koeficijent pojačanja A teži beskonačnosti, tada u jednačini (1), za kontinualne primjene OP mora biti {\displaystyle (U^{+}-U^{-})=0} (sl.2.). U slučaju da je U+>U- na izlazu će biti vrijednost {\displaystyle Uout=Uzas^{+}}, a ako je {\displaystyle U^{+}<U^{-}} na izlazu će biti {\displaystyle Uout=Uzas^{-}}.
- u i iz OP na ulaznim stezaljkama nema nikakvih struja bez obzira na veličinu i karakter opterećenja na izlazu iz OP biće Uout=U0.

Izrada kvalitetnog, kompletnog ozvucenja, snage 100 i više vati, moguće je napraviti pomoću popularnog kola, LM741 koje proizvode i domaće fabrike.
Simbol OP LM741 data je na slici 3.

## Opšti opis LM741
LM741 serije su opšte namjene operacioni pojačavači (OP) koji uključuju poboljšane performance tokom industrijskih standarda. Oni su direktni, plug-in zamjena za 709C, LM201 itd. kao i za većinu pojačavača. LM741 namijenjen je za široki spektar analognih aplikacija. Visok i širok opseg napona daju superiorne performanse u integratoru, sabirnom pojačavaču i opštim aplikacijama.
Njegove osnovne funkcije su: zaštita od kratkog spoja, odlična temperaturna stabilnost, visoki ulazni opseg napona i null offseta.
U sljedećem dijelu teksta biće opisane neke od mnogobrojnih električnih karakteristika operacionog pojačavača LM741. Njihov detaljni prikaz se može naći u katalogu koji je dostupan svima www.national.com. Pored električnih karakteristika date su i fizičke karakteristike (dimenzije).
Šematski prikaz LM741 dat je na slici 4.
Njegove električne karakteristike uslijed napona {\displaystyle V_{ee}}={\displaystyle V_{cc}}=±15V i {\displaystyle V_{t}}=25C su:
- ulazni napon offseta Vio, pod uslovom da je {\displaystyle R_{s}<10} Koma, za opšti slučaj iznosi 2mV, dok je njegova maksimalna vrijednost 6mV (za vrijednost {\displaystyle R_{s}<50} oma ulazni napon ofseta iznosi 0mV).
- ulazna struja offseta Iio, bezuslovno uzima vrijednosti od 20nA, za tipičan slučaj do 200nA.
- ulazna otpornost {\displaystyle R_{i}}, uslijed napona {\displaystyle V_{cc}}=±20V, ima vrijednost od 0,3 do 2 Moma.
- opseg ulaznog napona {\displaystyle V_{i}}(R) je u granicama ±12V do ±13V.
- izlazna struja kratkog spoja iznosi 25mA.
- struja {\displaystyle I_{cc}}, ukoliko je ispunjen uslov da {\displaystyle R_{l}} ima beskonačnu vrijednost, dostiže od 1,5mA do 2,8mA.
- potrosnja {\displaystyle P_{c}} iznosi od 50 mW do 85 mW, ako je {\displaystyle V_{cc}}=±15V.

Električne karakteristike operacionog pojačavača LM741, uslijed {\displaystyle V_{cc}}=±15V i {\displaystyle 0^{C}}<{\displaystyle T_{a}}<{\displaystyle 70^{C}} su:
- ulazni naponski offset {\displaystyle V_{io}} za vrijednost otpora {\displaystyle R_{s}}<50oma nema vrijednost, dok za {\displaystyle R_{s}}<10 Koma ima maksimalnu vrijednost od 7,5mV.
- ulazna struja offseta {\displaystyle I_{io}} bezuslovno ima maksimalnu vrijednost od 300nA.
- ulazna otpornost {\displaystyle R_{i}}, pri naponu {\displaystyle V_{cc}}=±20V ima nultu vrijednost.
- opseg ulaznog napona {\displaystyle V_{i}(R)} iznosi od ±12V do ±13V.
- struja kratkog spoja {\displaystyle I_{sc}} ima vrijednost od minimalne 10mA do maksimalne 40mA.

Na sledecem skupu slika obilježenih kao sl.5 prikazano je izvođenje OP LM741 u keramičkom i metalnom kućištu sa 8 izvoda i kućištu sa 14 izvoda. Štampana ploča je predviđena za montažu sa 8 izvoda, ali se može koristiti kućište i sa 14 izvoda. Najjednostavnije rešenje je da odsiječemo nožice 1, 2, 7, 8, 13 i 14 i dobićemo kućište sa 8 nožica.

## Pretpojačavački stepen
Univerzalni pojačavač - Sa operacionim pojačavačem LM741, uz samo nekoliko spoljašnjih elemenata, može se napraviti pretpojačavač sa malim šumom (uz upotrebu IKTL071 šum se još može smanjiti), odličnom frekfencijskom karakteristikomi sa malim izobličenjima (ispod 0.1%). Uz to, izlazna otpornost je veoma mala, a potrebna vrijednost ulazne otpornosti i pojačanja se lako određuje, spoljašnjim elementima.
Na sl.6 prikazano je izvođenje univerzalnog pretpojačavača. Pretpojačavač radi u spoju sa neinvertujućim ulazom, što znači da je ulazni signal u fazi sa izlaznim. Ulazna otpornost je jednaka vrijednosti otpornika {\displaystyle R_{1}}. Pojačanje se izračunava iz izraza
{\displaystyle A={\cfrac {1+R_{x}}{R_{2}}}}
Kod predpojačavača za električnu gitaru predviđena je regulacija pojačanja (sl.7). Veličina signala iz gitare umnogome zavisi od tipa. Uključenjem prekidaca (FUZZ) i povećanjem osjetljivosti, dobija se karakterističan efekat za gitaru.
Pretpojačavač za magnetsku gramofonsku zvučnicu ima u negativnoj reakciji mrežu otpornika i kondezatora (sl.8), zbog dobijanja nelinearne frekfencijske karakteristike, odnosno isticanja niskih frekfencija. U procesu rezanja gramofonskih ploča, vrši se frekfencijska korekcija signala, tako da su niski tonovi potisnuti, jer oni nose najveću snagu. Ukoliko ne bi bili potisnuti, brazde bi bile suviše duboke. Istovremeno se vrši i isticanje, visokih tonova, koji nose najmanju snagu, pa se na ploči dobija ujednačena dubina brazdi, što doprinosi boljem odnosu signal-sum.
Pri reprodukciji vrši se ekvilizacija sa obrnutom frekfencijskom karakteristikom i rezultat je linearna amplitudsko-frekfencijska karakteristika signala koji, poslije pojačanja dolazi na zvučnik.

## Regulacija boje tona
Na sl.9 prikazan je stepen za regulaciju boje tona sa odličnim karakteristikama. Potiskivanje i izdizanje visokih i niskih tonova iznosi 10 puta (20dB). Pošto je izlazna otpornost ovoga stepena mala, a naponsko pojačanje 1, ova šema ima univerzalnu primjenu, s tim da stepen koji joj prethodi ima izlaznu otpornost 1 Kom ili manju.

## Sabirni pojačavač
Šema kvalitetnog stepena za miksovanje signala iz svih pretpojačavača prikazana je na sl.10. Izmiksovan signal, sa izlaza sabirnog pojačavača vodi se na ulaz pojačavača snage. Ovaj sabirni pojačavač je spoj operacionog pojačavača sa invertovanim ulazom. Ulazna impedansa je jednaka vrijednosti otpornika {\displaystyle R_{1}}, dok se pojačanje izračunava preko obrasca {\displaystyle A={\cfrac {R_{2}}{R_{1}}}}. Pojačanje zavisi od veličine signala na ulazima i od ulazne osjetljivosti pojačavača snage. Navedeni sabirni pojačavač ima naponsko pojačanje od 3 puta (9,5dB). Izlazna impedansa je mala, tako da može pobuditi svaki pojačavac snage.

## Pojačavač snage od 50W
Kod ovog pojačavača snage primjetan je maksimalan napon napajanja od 18V, međutim poželjno je ići do maksimalnog napona od 17V.
Bitno je napomenuti da se LM741 kolo lemi ispod pločice, a umjesto BD 137 i BD138 mogu stajati i BD437 i BD438.

## Pojačavač snage 200 - 500W
Pojačavač snage je visoke klase, potpuno univeryalne primjene, od instrumentalnih pojačavača, preko profesionalnih razglasnih sistema do HI-FI uređaja. Univerzalnost ovog pojačavača proizilazi iz njegove konstrukcije koja je poznata i gradi se širom svijeta u raznim varijantama i sa minimalnim izmjenama u električnoj šemi.
Višegodišnja primjena i izrada ovog pojačala u dosta primjeraka dokazuje veoma visok kvalitet i konstrukcije i performansi ovog pojačala. Pojačavač je moguće, sa datom šemom i sa odgovarajućim izmjenama vrijednosti nekih komponenti izraditi sa snagama od 100 do 800W, za impedanse zvučnika od 2 do 8Ω.
Ulazna osjetljivost pojačavača je 1V i ona je određena otpornikom {\displaystyle R_{3}}. Povećanjem vrijednosti otpornika {\displaystyle R_{3}}, može se smanjiti ulazna osjetljivost i obrnuto. Minimalna vrijednost otpornika {\displaystyle R_{3}} iznosi 330Ω.
Za one koji žele da eksperimentišu daćemo kratko uputstvo za postupak prilikom prvog uključivanja pojačavača na napajanje i podešavanje mirne struje.
Pojačavač priključujemo na napajanje preko žičanih otpornika od 100Ω, 2-5W i mjerimo pad napona na njima, koji ne smije biti veći od 3V u protivnom u pojačalu postoji neka greška nastala lošim lemljenjem, ugrađivanjem neispravnih elemenata, pogrešno okrenut neki od poluprovodnika ili sl.
Poslije pronalaženja i otklanjanja nedostataka postupak uključenja ponoviti i mjeriti padove napona na žičanim otpornicima. Napon na izlazu za priključenje zvučnika mora biti 0V. Zatim provjeravamo napone napajanja OP, na nožicama 4 i 7 (-15V i +15V). Na nožici 6 IC treba da bude napon oko -3,5V. Pad napona na {\displaystyle R_{16}} i {\displaystyle R_{18}} treba da je oko 0,6V. Trimer TP1 staviti skroz ulijevo. Izmjeriti padove napona na {\displaystyle R_{21}} i {\displaystyle R_{22}}, oni treba da budu manji od 0,5V u suprotnom {\displaystyle R_{19}} smanjiti na 820Ω. Sada priključujemo izlazne tranzistore i podešavamo mirnustruju,zaokretanjem TP1 udesno, tako da na žičanim otpornicima {\displaystyle R_{23}} i {\displaystyle R_{24}} budu padovi napona 5 puta veći (u mV), od vrijednosti žičanih otpornika (na primjer za žičane otpornike od 0,12Ω pad napona na njima treba da bude 6mV). Time smo podesili mirnu struju po izlaznom ztanzistoru na 5mA. Za upotrebu pojačavača kao HI-FI uređaja, podešavamo veću mirnu struju 10-20mA.

### Osnovne karakteristike
Osnovne karakteristike ovakvog pojačavača su:
1.Izlazna snaga	200-500W
2.Harmonijska izobličenja 0,01%
3.Intermodulaciona izobličenja 0,01%
4.Propusni opseg 5Hz-50 kHz
5.Odnos signal/šum 110dB
6.Damping faktor 200
7.Ulazna osjetljivost 1V
8.Ulazna otpornost 33k
9.Otpor zvučnika 4Ω